# Viadukt v Mlinču
Viadukt v Mlinču (tudi Viadukt Predel) stoji na regionalni cesti Strmec-Predel in premošča Mangartski potok. Stoji tudi v osrednjem delu Triglavskega narodnega parka.
Zaradi čim manjših posegov v naravo je bila izbrana ločna palična konstrukcija. Most je dolg 128,27 m, glavni razpon loka  je 87,16 m, maksimalna višina stebra je 15 m. Prečni prerez voziščne konstrukcije znaša: vozišče 5,90 m, obojestranski pločnik širine 1,66 m.  
S preko 60 m višine je najvišji viadukt te vrste v Alpah. 
Investitor objekta je bilo Ministrstvo za promet, Direkcija RS za ceste, izvajalec del Primorje d.d. iz Ajdovščine, projekt sta izdelala podjetje IBS d.o.o. Maribor in Primorje d.d.

## Okoliščine
15. novembra 2000 se je nad dolino Mangartskega potoka sprožil kamniti plaz. Odnesel je 150 metrov ceste Strmec-Predel, ob tem pa dosegel tudi strugo potoka Predelica. Nekoliko kasneje se je sprožil še večji plaz, ki se je ustavil na dnu doline Mangartskega potoka. Ob obilnih padavinah se je celotna gmota prepojila z vodo iz dotoka Mangartskega potoka in drugih manjših pritokov. Zaradi tega se je v iz noči 16. na 17. november sprožil blatno-gruščasti tok, ki je v le nekaj minutah dosegel vas Log pod Mangartom. Med drsenjem je plaz odnesel ali prestavil stanovanjske hiše, zahteval pa je tudi nekaj smrtnih žrtev. Ta uničujoči plaz je obenem porušil kamniti ločni most pri Mlinču, s čimer je onemogočil prehod skozi prelaz Predel v Italijo. Za prevoznost je bil v kratkem času nameščen začasni kovinski most. 